# Campeonato Chileno de Futebol de 2023 – Quarta Divisão
A Quarta Divisão do Campeonato Chileno de Futebol de 2023, também conhecida oficialmente como Campeonato Nacional da Tercera División A de 2023, foi a 44.ª edição da Tercera División A, competição masculina equivalente à quarta divisão do futebol chileno.

## Visão geral
| Nome oficial do campeonato | Campeonato Nacional da Tercera División A de 2023 | Campeonato Nacional da Tercera División A de 2023 | Campeonato Nacional da Tercera División A de 2023 | Campeonato Nacional da Tercera División A de 2023 | Campeonato Nacional da Tercera División A de 2023 | Campeonato Nacional da Tercera División A de 2023 |
| Organizadora               | Associação Nacional do Futebol Amador (ANFA)      | Associação Nacional do Futebol Amador (ANFA)      | Associação Nacional do Futebol Amador (ANFA)      | Associação Nacional do Futebol Amador (ANFA)      | Associação Nacional do Futebol Amador (ANFA)      | Associação Nacional do Futebol Amador (ANFA)      |
| Patrocinador               | —                                                 | —                                                 | —                                                 | —                                                 | —                                                 | —                                                 |
| Datas                      | Temporada regular                                 | 14 de abril — 16 de julho de 2023                 |                                                   |                                                   |                                                   |                                                   |
| Datas                      | Fase de Acesso                                    | 21 de julho — 28 de outubro de 2023               |                                                   |                                                   |                                                   |                                                   |
| Datas                      | Fase de Rebaixamento                              | 29 de julho — 13 de setembro de 2023              |                                                   |                                                   |                                                   |                                                   |

## Regulamento
O título da quarta divisão do futebol chileno será disputado por 15 equipes no sistema de pontos corridos: três pontos por vitória, um por empate e zero por derrota. A competição será dividida em duas fases: fase regular e fase final. O certame dará dois acessos à terceira divisão de 2024: um para o campeão da temporada e outro para o vice-campeão.
Na temporada regular, os 15 clubes serão divididos em dois grupos (Norte, de 8 equipes; Sul, de 7 equipes) e disputada em dois turnos (jogos de ida e volta; turno e returno). Ao final da fase regular, os cinco primeiros colocados do grupo Norte e os três primeiros do grupo Sul se classificarão para o Octogonal pelo título e pelo acesso. Na parte de baixo da tabela, os três últimos do grupo Norte e os quatro últimos do grupo Sul serão relegados ao grupo de Permanência para evitar o rebaixamento.

### Promoção
O Octogonal de Promoção será disputado por oito equipes em grupo único de dois turnos. Ao final do octogonal, a equipe que terminar na primeira posição será declarada campeã da Tercera División A e obterá sua vaga na terceira divisão de 2024, junto com o vice-campeão.

### Rebaixamento
O Torneio de Permanência será disputado em dois grupos (Norte com 3 times; Sul com 4 times) de dois turnos. Ao final do heptagonal, o último colocado de cada grupo será rebaixado automaticamente para a quinta divisão do Campeonato Chileno de Futebol de 2024.

### Critérios de desempate
Em caso de empate em pontos ganhos entre 2 (dois) ou mais clubes na fase regular, o desempate, para efeito de classificação final, será efetuado observando-se os critérios abaixo:
1. Saldo de gols;
2. Gols pró (marcados);
3. Vitórias;
4. Gols pró (marcados) como visitante;
5. Pontos no confronto direto;
6. Jogo de desempate em campo neutro.[1]

## Fase regular

### Grupo Norte
| Pos. | Equipes              | P  | J  | V  | E | D | GP | GC | SG  |
| ---- | -------------------- | -- | -- | -- | - | - | -- | -- | --- |
| 1    | Unión Compañías      | 31 | 14 | 10 | 1 | 3 | 32 | 14 | 18  |
| 2    | Santiago City        | 29 | 14 | 8  | 5 | 1 | 31 | 14 | 17  |
| 3    | Deportes Colina      | 22 | 14 | 6  | 4 | 4 | 21 | 14 | 7   |
| 4    | Provincial Ovalle    | 22 | 14 | 7  | 1 | 6 | 22 | 20 | 2   |
| 5    | Concón National      | 21 | 14 | 6  | 3 | 5 | 23 | 21 | 2   |
| 6    | Quintero Unido       | 13 | 14 | 4  | 1 | 9 | 15 | 27 | −12 |
| 7    | Brujas de Salamanca  | 11 | 14 | 2  | 5 | 7 | 24 | 43 | −19 |
| 8    | Municipal Mejillones | 7  | 14 | 1  | 4 | 9 | 13 | 28 | −15 |

|  | 0Classificados para o octogonal pelo acesso à primeira divisão de 2024      |
|  | 0Relegados para o heptagonal contra o rebaixamento à quinta divisão de 2024 |

| Fonte: Tercera División (em castelhano) — Soccerway (em português) |

### Grupo Sul
| Pos. | Equipes               | P  | J  | V | E | D | GP | GC | SG  |
| ---- | --------------------- | -- | -- | - | - | - | -- | -- | --- |
| 1    | Colchagua             | 27 | 12 | 9 | 0 | 3 | 27 | 17 | 10  |
| 2    | Municipal Puente Alto | 22 | 12 | 7 | 1 | 4 | 18 | 17 | 1   |
| 3    | Provincial Ranco      | 19 | 12 | 6 | 1 | 5 | 21 | 14 | 7   |
| 4    | Deportes Quillón      | 18 | 12 | 5 | 4 | 3 | 22 | 14 | 8   |
| 5    | Comunal Cabrero       | 16 | 12 | 5 | 1 | 6 | 14 | 24 | −10 |
| 6    | Chimbarongo FC        | 11 | 12 | 3 | 2 | 7 | 12 | 15 | −3  |
| 7    | Rancagua Sur          | 7  | 12 | 2 | 1 | 9 | 8  | 21 | −13 |

|  | 0Classificados para o octogonal pelo acesso à primeira divisão de 2024      |
|  | 0Relegados para o heptagonal contra o rebaixamento à quinta divisão de 2024 |

| Fonte: Tercera División (em castelhano) — Soccerway (em português) |

| Nota 1. |

## Fase final

### Octogonal
| Pos. | Equipes               | P  | J  | V | E | D | GP | GC | SG  |
| ---- | --------------------- | -- | -- | - | - | - | -- | -- | --- |
| 1º   | Provincial Ovalle     | 30 | 14 | 9 | 3 | 2 | 18 | 6  | 12  |
| 2º   | Concón National       | 25 | 14 | 7 | 4 | 3 | 29 | 23 | 6   |
| 3º   | Santiago City         | 24 | 14 | 7 | 3 | 4 | 23 | 15 | 8   |
| 4º   | Deportes Colina       | 19 | 14 | 4 | 7 | 3 | 14 | 13 | 1   |
| 5º   | Unión Compañías       | 17 | 14 | 5 | 2 | 7 | 19 | 21 | −2  |
| 6º   | Colchagua             | 14 | 14 | 4 | 2 | 8 | 13 | 24 | −11 |
| 7º   | Provincial Ranco      | 13 | 14 | 3 | 4 | 7 | 11 | 14 | −3  |
| 8º   | Municipal Puente Alto | 11 | 14 | 2 | 5 | 7 | 16 | 27 | −11 |

|  | 0Campeão. Promovido para a primeira divisão de 2024 |
|  | 0Promovido para a primeira divisão de 2024          |

| Fonte: Tercera División (em castelhano) — Soccerway (em português) — CF3 (em castelhano) |

## Fase de Permanência

### Grupo Norte
| Pos. | Equipes              | P | J | V | E | D | GP | GC | SG |
| ---- | -------------------- | - | - | - | - | - | -- | -- | -- |
| 1    | Brujas de Salamanca  | 5 | 4 | 1 | 2 | 1 | 6  | 2  | 4  |
| 2    | Municipal Mejillones | 5 | 4 | 1 | 2 | 1 | 4  | 5  | −1 |
| 3    | Quintero Unido       | 5 | 4 | 1 | 2 | 1 | 5  | 7  | −2 |

|  | 0Rebaixado para a quinta divisão de 2024 |

| Fonte: Tercera División (em castelhano) — Soccerway (em português) — CF3 (em castelhano) |

### Grupo Sul
| Pos. | Equipes          | P  | J | V | E | D | GP | GC | SG |
| ---- | ---------------- | -- | - | - | - | - | -- | -- | -- |
| 1    | Deportes Quillón | 14 | 6 | 4 | 2 | 0 | 13 | 7  | 6  |
| 2    | Comunal Cabrero  | 12 | 6 | 3 | 3 | 0 | 11 | 8  | 3  |
| 3    | Chimbarongo FC   | 4  | 6 | 1 | 1 | 4 | 5  | 7  | −2 |
| 4    | Rancagua Sur     | 2  | 6 | 0 | 2 | 4 | 4  | 11 | −7 |

|  | 0Rebaixado para a quinta divisão de 2024 |

| Fonte: Tercera División (em castelhano) — Soccerway (em português) — CF3 (em castelhano) |

## Premiação
| Tercera División A de 2023 Quarta Divisão do Campeonato Chileno de Futebol |
| -------------------------------------------------------------------------- |
| Club Deportivo Provincial Ovalle Campeão (1º título da quarta divisão)     |